# Bradypus torquatus
Bradypus torquatus — вид трипалих лінивців. Цей лінивець — ендемік атлантичних прибережних тропічних лісів південно-східної та північно-східної Бразилії, розташованих у штатах Еспіріту-Санту, Ріо-де-Жанейро та Баїя. Згідно з Червоним списком МСОП, гривастий лінивець належить до категорії вразливих (VU) і має тенденцію до зменшення популяції.

## Морфологічна характеристика
Гривасті лінивці мають блідо-коричневий або сірий колір хутра. Довге зовнішнє волосся вкриває коротке щільне чорно-біле підшерстя. Грубий зовнішній покрив зазвичай заселений водоростями, кліщами жуками та міллю. Лицьові вібриси у гривастого лінивця рідкісні. Гривастий лінивець отримав свою назву завдяки гриві чорного волосся, що спускається по його шиї та по плечах. Грива зазвичай більша і темніша у самців, ніж у самиць, і в останніх може зменшуватися до пари довгих пучків. Крім гриви, хутро має відносно однорідний колір. Дорослі самці мають загальну довжину голови й тулуба 55–72 сантиметри, хвіст довжиною близько 5 сантиметрів і вагою 4.0–7.5 кілограма. Самки, як правило, більші, розміром 55–75 сантиметрів і вагою 4.5–10.1 кілограма.

## Спосіб життя
Гривасті лінивці є поодинокими денними тваринами, які проводять від 60% до 80% свого дня уві сні, а решта більш-менш порівну розподіляється між годуванням і подорожами. Лінивці сплять у промежині дерев або звисаючи на гілках за ноги та засунувши голову між передніми лапами. Гривасті лінивці рідко спускаються з дерев. Лінивці вміють добре плавати. Гривасті лінивці харчуються виключно листям дерев. Загалом їх раціон широкий, але вони віддають перевагу молодшому листю, а деякі рослини споживають більше, ніж інші.

## Життєвий цикл
Деякі звіти показують, що гривасті лінивці здатні розмножуватися цілий рік, але в більшості випадків розмноження гривастих лінивців є сезонним. Волога і спекотна пора року краща для вагітних матерів і немовлят-лінивців через повільний обмін речовин і нездатність контролювати температуру тіла. З іншого боку, лінивці народжуються в основному в період з лютого по квітень, тобто на початку сухого сезону, і в кінці сезону дощів, лютий і березень. Мати народжує одне дитинча, яке спочатку важить близько 300 грамів і позбавлене характерної гриви, як у дорослих особин. Молодняк починає приймати тверду їжу через два тижні, і повністю відлучається від молока у віці від двох до чотирьох місяців. Молодняк залишає матір у віці від дев'яти до одинадцяти місяців. Середній вік статевої зрілості становить ≈ 2–3 роки. Хоча тривалість їхнього життя детально не вивчена, повідомляється, що вони живуть щонайменше дванадцять років.